# ベツィレウ人

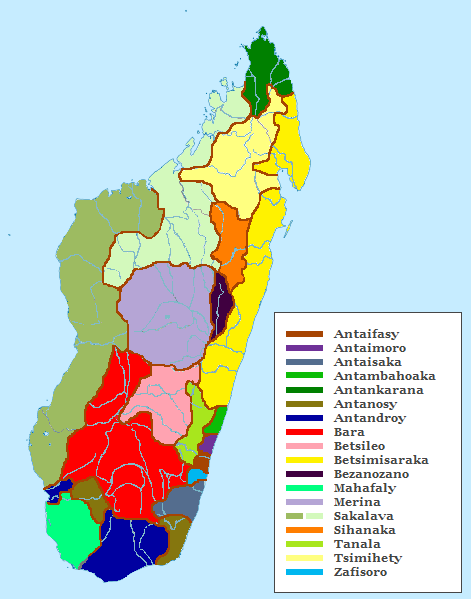
マダガスカルの民族分布図。中央の桃色の地域が、ベツィレウ人の主に居住する区域である。

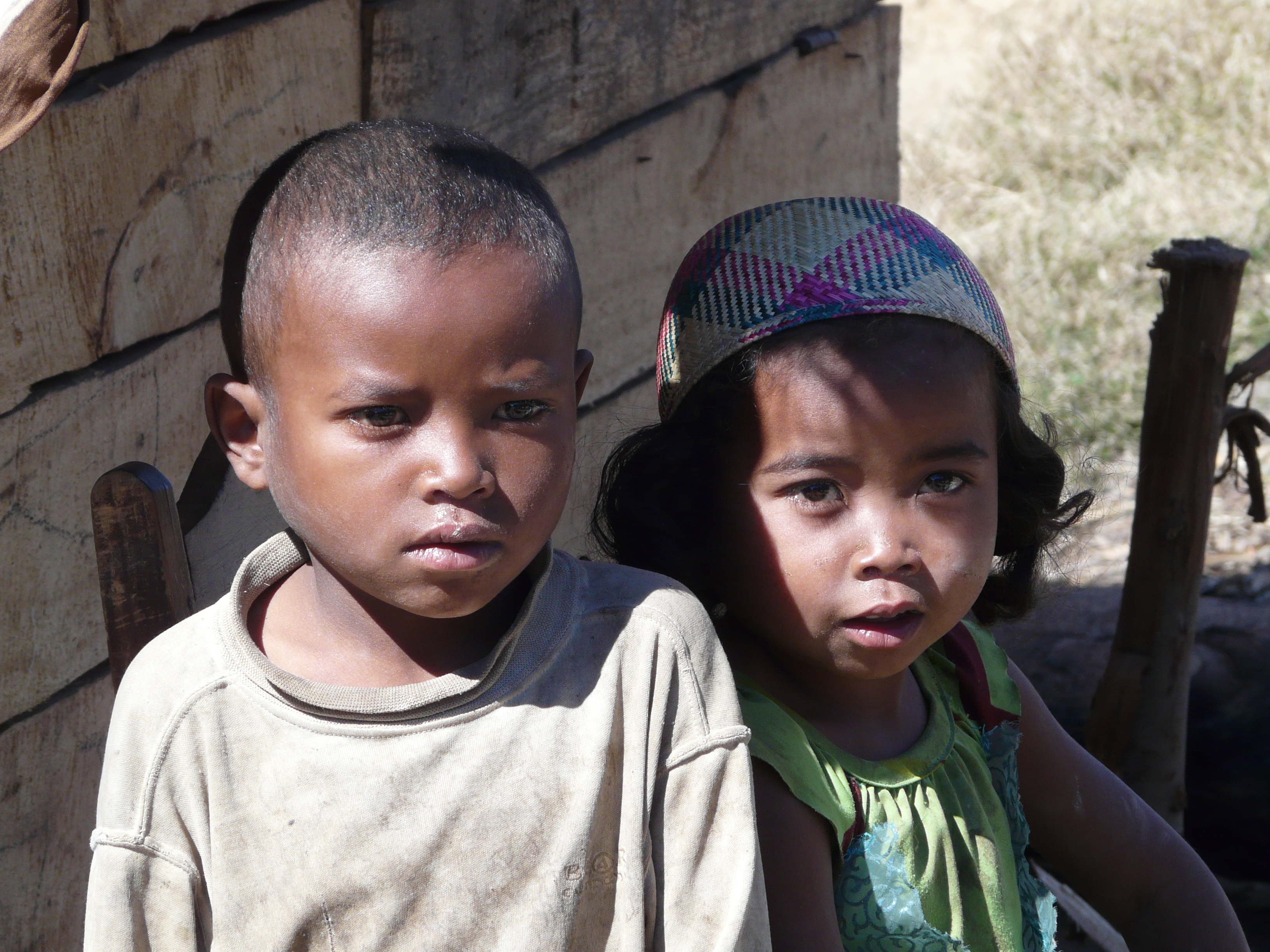
ベツィレウ人の子供

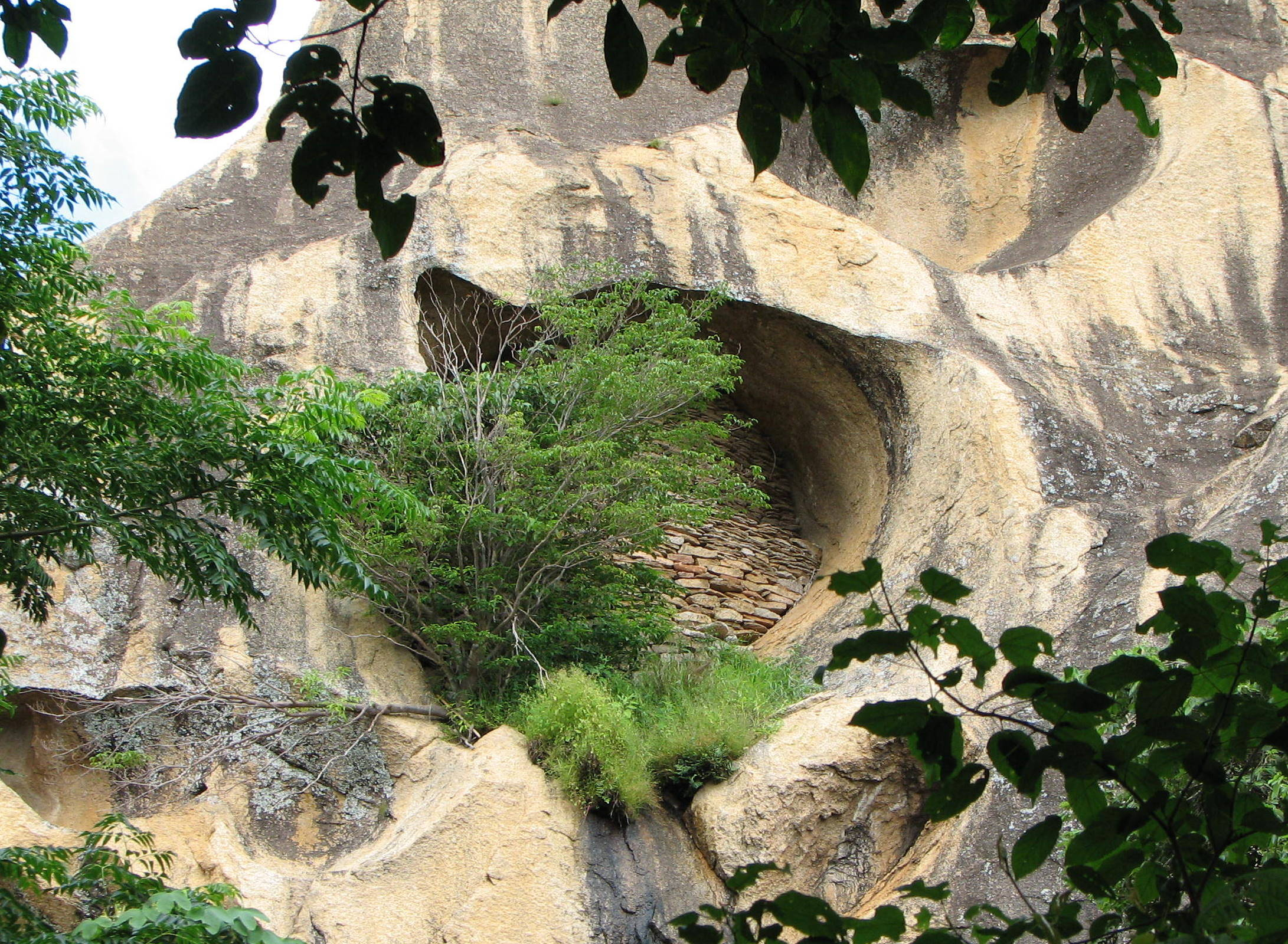
ベツィレウ人の墓

ベツィレウ人(Betsileo)は、マダガスカルの民族。人口約150万人。マダガスカルの人口の12.1%を占め、メリナ人、ベツィミサラカ人に次いで3番目に大きな民族グループである。言語はマダガスカル語である。中央高地南部、フィアナランツォア州の高原部に主に住む。「ベツィレウ」とは、「無敵の人々」という意味である。
肥沃で雨量の多い高原部を領しており、農業、特に水田による稲作を主な生業としている。傾斜地に棚田を作ることも多い。19世紀前半に、北隣にいるメリナ人のメリナ王国によって征服されたが、メリナ人とは稲作中心の社会や人種的にも近く、ベツィレウ人は現在ではメリナ人に並ぶ社会的地位を占めている。中央高原に住むメリナ人とベツィレウ人は「陽の下の民族」と呼ばれ、海岸部に住む他民族とは対立しがちである。